# International Endodontic Journal
Das International Endodontic Journal, abgekürzt Int. Endod. J., ist eine wissenschaftliche Fachzeitschrift, die vom Wiley-Blackwell-Verlag veröffentlicht wird. Die Zeitschrift ist das offizielle Publikationsorgan der folgenden wissenschaftlichen Gesellschaften:
- British Endodontic Society
- European Society of Endodontology
- Flemish Society of Endodontology
- Irish Endodontic Society
- Lebanese Society of Endodontology

Sie erscheint mit sechs Ausgaben im Jahr. Es werden Arbeiten veröffentlicht, die sich mit Fragen der Endodontologie beschäftigen.
Der Impact Factor lag im Jahr 2012 bei 2,051. Nach der Statistik des ISI Web of Knowledge wird das Journal mit diesem Impact Factor in der Kategorie Zahnmedizin & Kieferchirurgie an 21. Stelle von 83 Zeitschriften geführt.